# 烏伊希切

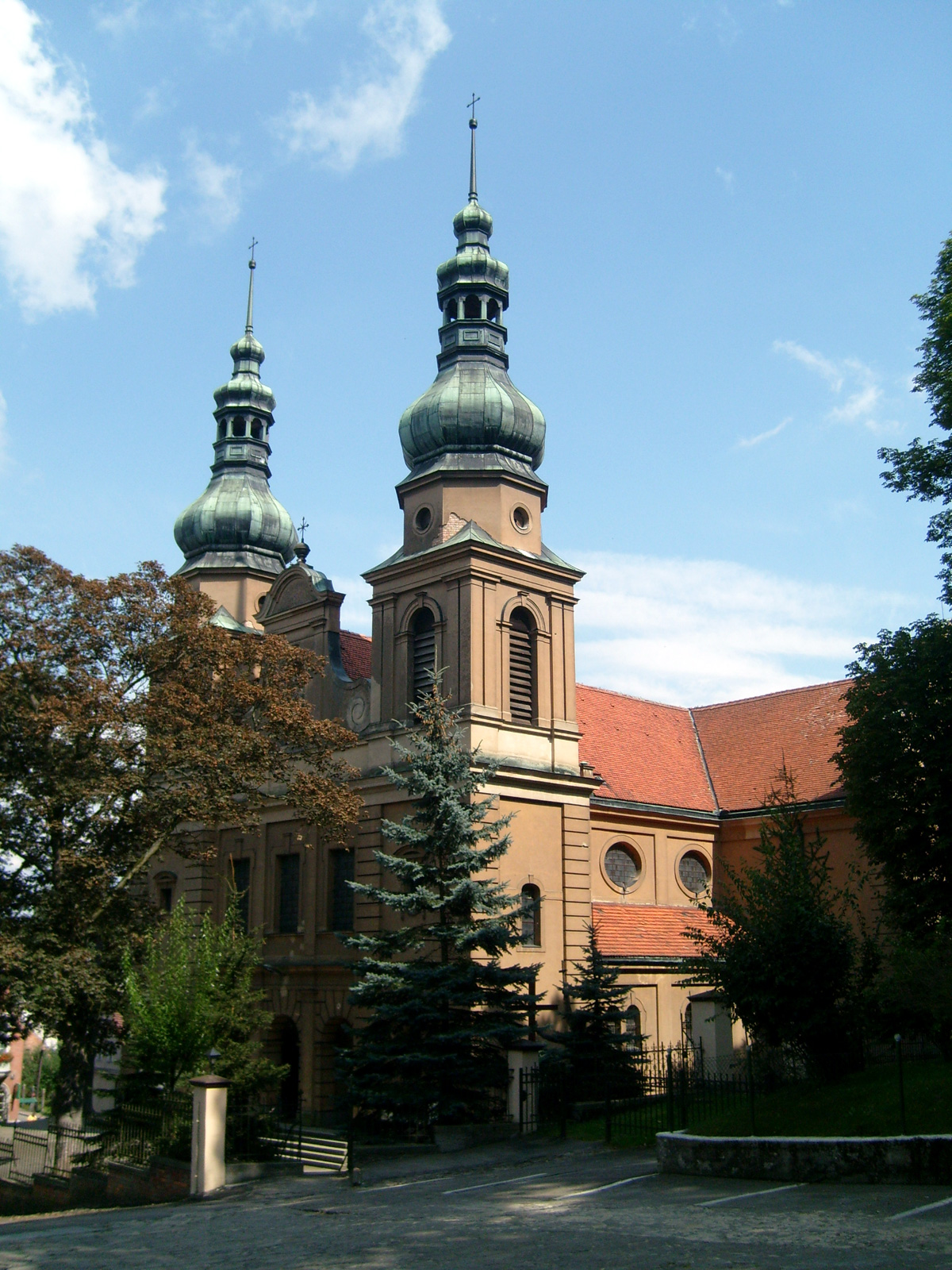

烏伊希切是波蘭的城鎮，位於該國西北部，距離皮瓦10公里，由大波蘭省負責管轄，面積5.78平方公里，最高點海拔高度98米，2006年人口3,899。第二次世界大戰期間，納粹德國佔領該鎮。
53°03′20″N 16°43′50″E / 53.05556°N 16.73056°E